# Церковь Иоанна Предтечи (Елец)
Це́рковь Усекно́вения Главы́ Иоа́нна Предте́чи — утраченный православный храм в городе Ельце Липецкой области.

## История

### Основание
Каменный храм в честь Усекновения Главы Иоанна Предтечи был выстроен силами прихода жителей Ламской слободы Ельца в 1809 году. Церковь была построена в непосредственной близости от прежней приходской Космодамиановская церкви, основанной здесь в конце XVI начале XVII веков.
Храмовая часть храма возведена по принципу «восьмерик на четверике» с переходом в виде полукруглого тимпана в стиле барокко. Завершала композицию увенчанная шпилем трехъярусная колокольня, построенная в раннеклассическом стиле.
К середине XIX века население Ламской слободы значительно выросло, в связи с чем к трапезной и храмовой части были достроены четыре придела: в храмовой части — святых Космы и Дамиана и святых жен-мироносиц; в тёплой трапезной — иконы Божией матери «Споручницы грешных» и святого Иоанна Нового. Длина церкви составила 17 сажень, ширина 9,5 сажени, высота до карниза первого яруса 3,5 сажени, высота колокольни без креста 12 сажень. В 1870 году Предтеченская церковь была обнесена каменной оградой с железными решётками.
В середине XIX века в приходе храма состояло около 2 тысяч государственных крестьян Ламской слободы. К церкви были приписаны две городские каменные часовни: на Старой Московской улице — в память убиенных Тамерланом ельчан, и на площади близ волостного правления — в память императора Александра III.

### Разрушение
После Октябрьской революции, в 1922 году, из Предтеченского храма была изъята серебряная утварь, позже старинные книги и документы, особо ценные иконы. В 1930-х годах храм был закрыт, а 2 июля 1962 года взорван «в связи с его неустранимой ветхостью».